# Сінау Валерій Миколайович
Валерій Миколайович Сінау (рос. Валерий Николаевич Синау; 10 лютого 1944 — 18 березня 2023) — радянський футболіст, захисник, радянський та російський футбольний тренер. З 2011 року — тренер-селекціонер ФК «Ростов». Майстер спорту, Заслужений тренер РРФСР.

## Кар'єра гравця
Вихованець ростовського клубу «Трудові резерви», розпочав кар'єру в 1962 році в армавірському «Торпедо». Перейшов у «Ростсільмаші» в 1963 році, де молодому захиснику довіряв головний тренер Валентин Хахонов. У 1965 році був запрошений у СКА (Ростов-на-Дону), проте за два сезони не зіграв жодного матчу.
Валерій Синай дебютував в першій групі класу «А» 2 квітня 1967 року, вийшовши на поле в складі ворошиловградської «Зорі» в матчі проти московського «Спартака». За два сезони в «Зорі» Сінау провів 36 матчів. У 1969 році повернувся в Ростов-на-Дону і провів 27 матчів за СКА.
Потім у кар'єрі Валерія були «Машук» (П'ятигорськ), «Автомобіліст» (Нальчик) і запрошення в московський «Локомотив», заграти в якому йому так і не вдалося. У 1974 році Сінау повертається в «Ростсільмаш», який переживав не найкращі часи, де й завершує кар'єру футболіста.

## Кар'єра тренера
По завершенні кар'єри гравця розпочав тренерську діяльність. З 1978 по 2001 роки тренував клуби «Спартак» (Орел), «Ростсільмаш» (Ростов-на-Дону), АПК (Азов), «Локомотив» (Нижній Новгород), СКА (Ростов-на-Дону), «Торпедо» (Арзамас) та «Кубань» (Краснодар). Після цього працював з аматорськими клубами. На початку липня 2007 року змінив Сергія Андрєєва на посаді головного тренера красносулинської «Ніки» і в жовтні вивів її у Другій дивізіон, після чого залишив розташування клубу. З 2011 року працював скаутом у ФК «Ростов».

## Освіта
Випускник факультету фізвиховання Ростовського педінституту.

## Статистика тренерської кар'єри
| Сезон | Команда              | Турнір                    | Місце   | Іг | В  | Н  | П  | М     | О  |
| ----- | -------------------- | ------------------------- | ------- | -- | -- | -- | -- | ----- | -- |
| 1978  | «Спартак» (Орел)     | Друга ліга (3-а зона)     | 14 (24) | 46 | 17 | 10 | 19 | 55−60 | 44 |
| 1979  | «Спартак» (Орел)     | Друга ліга (3-а зона)     | 5 (25)  | 48 | 24 | 9  | 15 | 82−63 | 57 |
| 1980  | «Торпедо» (Тольятті) | Друга ліга (3-я зона)     | 1 (18)  | 34 | 21 | 10 | 3  | 59−22 | 52 |
| 1981  | «Торпедо» (Тольятті) | Друга ліга (3-я зона)     | 8 (17)  | 32 | 13 | 7  | 12 | 50−52 | 33 |
| 1985  | «Ростсільмаш»        | Друга ліга (3-я зона)     | 1 (16)  | 30 | 20 | 9  | 1  | 61−26 | 49 |
| 1986  | «Ростсільмаш»        | Перша ліга                | 7 (24)  | 46 | 21 | 10 | 15 | 86−69 | 52 |
| 1994  | СКА Р/Д              | Третя ліга (2-а зона)     | 2 (17)  | 32 | 20 | 4  | 8  | 44-26 | 44 |
| 1995  | СКА Р/Д              | Друга ліга (зона «Захід») | 17 (22) | 42 | 12 | 8  | 22 | 42-81 | 44 |
| 1997  | «Кубань» (Краснодар) | Перша ліга                | 16 (22) | 15 | 5  | 6  | 4  | 20-17 | 21 |
| 2001  | «Локомотив-НН        | Перший дивізіон           | 17 (22) | 26 | 8  | 2  | 16 | 23-51 | 26 |

1. ↑  Валерій Сінау очолив команду по ходу сезону, 27 серпня 1997 року. У стовпці «Місце» зазначено підсумкове місце, зайняте «Кубанню» в чемпіонаті, в стовпцях — «Іг», «В», «Н», «П», «М» наведені тільки матчі проведені командою під керівництвом Сінау.
2. ↑  Валерій Синау очолив команду по ходу сезону, 16 травня 2001 року. У стовпці «Місце» зазначено підсумкове місце, зайняте «Локомотивом» у чемпіонаті, у стовпцях — «Іг», «В», «Н», «П», «М» наведені тільки матчі проведені командою під керівництвом Сінау.

## Досягнення

### Як гравця
«Ростсільмаш»
- Чемпіонат РРФСР
  -  Чемпіон (1): 1964

### Як тренера
- Друга ліга чемпіонату СРСР
  -  Чемпіон (2): 1980, 1985

- Третя ліга ПФЛ
  -  Срібний призер (1): 1994

### Відзнаки
- Майстер спорту СРСР
- Заслужений тренер РРФСР